# Linfoma linfoplasmocitico
Il linfoma linfoplasmocitico è una neoplasia a cellule B che colpisce in genere nel sesto o settimo decennio di vita. Esso è costituito da varie entità, comprendenti il linfoma a piccoli linfociti con differenziazione plasmacellulare e l'immunocitoma. Sebbene sia di aspetto simile alla leucemia linfatica cronica e al linfoma a piccoli linfociti, differisce nel fatto che una sostanziale frazione di cellule neoplastiche va incontro a differenziazione terminale in plasmacellule; più frequentemente le plasmacellule neoplastiche secernono IgM monoclonali, spesso in quantità sufficienti a dare una sindrome da iperviscosità nota come macroglobulinemia di Waldenström. A differenza del mieloma multiplo, la sintesi delle catene pesanti è solitamente bilanciata e, perciò, le complicanze che derivano dalla secrezione di catene leggere libere sono rare (es.: insufficienza renale e amiloidosi).

## Morfologia
Solitamente il midollo osseo contiene un diffuso infiltrato di linfociti, plasmacellule e linfociti plasmocitoidi intermedi, spesso accompagnato da una iperplasia reattiva dei mastociti. Si osservano i corpi di Russell e i corpi di Dutcher (inclusioni PAS+ contenenti immunoglobuline in sede rispettivamente citoplasmatica e nucleare) nelle cellule plasmocitoidi. Interessa il midollo osseo, ma può diffondersi anche ai linfonodi, alla milza e al fegato; può inoltre verificarsi un'infiltrazione delle radici nervose, delle meningi e raramente, in stadi avanzati della malattia, al cervello.

## Immunofenotipo e genetica molecolare
La componente linfocitaria dell'infiltrato di cellule tumorali esprime marcatori delle cellule B come CD20 ed è solitamente negativa per CD5 e CD10, mentre la componente plasmacellulare espressa secerne un'immunoglobulina monoclonale. Questo tumore generalmente non presenta traslocazioni cromosomiche o riarrangiamenti aberranti che interessano i loci delle immunoglobuline; la più comune anomalia citogenetica è una delezione che interessa il cromosoma 6q.

## Evoluzione clinica
I principali disturbi sono sintomi aspecifici come debolezza, affaticamento, perdita di peso; circa la metà dei pazienti presenta linfoadenopatia, epatomegalia, splenomegalia. Spesso i pazienti vengono colpiti da anemia da infiltrazione midollare e può essere accentuata da emolisi autoimmune in circa un paziente su dieci. Tale emolisi è causata da agglutine fredde, IgM che si legano a eritrociti a temperature inferiori a 37 °C. I pazienti con tumori IgM secernenti hanno ulteriori disturbi derivanti dalle proprietà fisicochimiche della macroglobulina. A causa delle loro grandi dimensioni, le IgM ad alte concentrazioni aumentano La viscosità del sangue dando una sindrome da viscosità caratterizzata da:
- Alterazione della vista
- Patologie neurologiche come cefalea, sordità, capogiro e stupor
- Sanguinamento per la formazione di complessi tra macroglobuline e fattori della coagulazione e per l'interferenza con il funzionamento delle piastrine
- Crioglobulinemia, dalla precipitazione delle macroglobuline a temperature basse, che causano il fenomeno di Raynaud e l'orticaria da freddo.

Lo sviluppo di questo linfoma è progressivo e la sintomatologia da iperviscosità del sangue può essere alleviata dalla plasmaferesi.